# Prince Randian
Prince Randian (a veces escrito Rardion o Randion; 12 de octubre de 1871 - 9 de diciembre de 1934), también conocido como El hombre serpiente, El torso viviente, La oruga humana y una variedad de otros nombres, fue un artista guyanés con síndrome de tetraamelia, que se hizo famoso por sus actuaciones como fenómeno a principios de los años 1900, sobre todo por su habilidad de liar cigarrillos solo con los labios. Se sabe que en 1889 P. T. Barnum lo llevó a los Estados Unidos y durante más de 45 años fue un famoso espectáculo de circo. Prince Randian aparece en la película de 1932 La parada de los monstruos, donde realiza el truco del cigarrillo.

## Vida personal
Randian (cuyo nombre de nacimiento se desconoce) nació sin brazos ni piernas en Demerara (Guyana Británica). Era hindú y hablaba hindi, inglés, francés y alemán. Según un listado de pasajeros del SS Parima con fecha 14 de abril de 1917, anteriormente había vivido en Charlotte Amalie, en Saint Thomas (Islas Vírgenes de los Estados Unidos). Con su mujer, conocida como Princess Sarah (nacida en 1872, aproximadamente, y también guyanesa de origen hindú), tuvo tres hijas y un hijo. Sus hijos fueron Mary Randian (nacida en 1893, aproximadamente), Richard Randian (nacido en 1901, aproximadamente), Elizabeth Randian (nacida en 1904, aproximadamente) y Wilhelmina Randian (nacida en 1904, aproximadamente). Tanto su cónyuge como sus hijos no tenían ningún tipo de discapacidad y, como se explica en los extras del DVD del film Freaks, Richard era el ayudante de su padre. En los años 1920, trabajaba para la Krause Amusement Company y vivía en Plainfield (Nueva Jersey). Hasta la fecha de su muerte, vivió con su esposa en el 174 de la calle Water en Paterson (Nueva Jersey).

## Actuación
Para su actuación, Randian vestía una prenda de lana que se le ajustaba al cuerpo, lo que le daba la apariencia de una oruga, una serpiente o una patata, y se movía por el escenario contoneándose con sus caderas y sus hombros. Su habilidad más conocida era la de liarse y encenderse cigarrillos usando solo los labios, aunque también era capaz de pintar y escribir aguantando un pincel o una pluma con la boca, y de afeitarse sosteniendo la cuchilla en un bloque de madera. Guardaba todos los materiales que utilizaba en la actuación en una caja de madera que había construido, pintado y asegurado él mismo. Aficionado a la carpintería, bromeaba diciendo que algún día construiría su propia casa.
Su actuación de encenderse el cigarrillo apareció en la película Freaks (La parada de los monstruos), de la MGM. A continuación, le pregunta a un hombre común: "¿Puedes hacer algo con tus cejas?".

## Muerte
Randian murió a las 19 horas del 19 de diciembre de 1934, a los 63 años, tras su última actuación en el museo de Sam Wagner en la calle 14.